# Сёё Хината
Сёё Хината (яп. 日向翔陽, Хината Сё:ё:) — главный герой манги Haikyu!!, созданной Харуити Фурудатэ. Сёё — старшеклассник, желающий стать похожим на «маленького великана», бывшего ученика старшей школы Карасуно и члена волейбольного клуба. Чтобы осуществить свою мечту, герой решает поступить в Карасуно, но чтобы присоединиться к волейбольной команде, он и Тобио Кагеяма, в прошлом соперник Сёё по волейбольному матчу, должны преодолеть свою вражду и начать работать вместе.
В аниме-адаптации Haikyu!!, персонажа озвучивает Аюму Мурасэ.

## Создание
Изначально главным героем должен был быть Кагеяма, а Хината — его товарищем по команде. Однако позже Фурудатэ изменил своё решение в пользу второго. В интервью Yomiuri Shimbun автор заявил, что он на раннем этапе принял решение о выбывании Хинаты из первой крупной игры из-за вызванной волнением лихорадки, чтобы показать, что герой не может победить только благодаря одной лишь воле. Кроме того, в подкасте Haikyu!! Karasuno High School Broadcasting Club! Фурудатэ рассказал, что Хината изначально должен был быть более импульсивным, чем Рюноскэ Танака, товарищ героя по команде.
Актёр озвучивания Хинаты, Аюму Мурасэ, заявил актёру Кагеямы, Кайто Исикаве, что, когда он взял на себя роль, у него было немного возможностей для работы, и он усердно трудился, чтобы исполнить её. Мурасэ также сказал, что отзывы после трансляции аниме был положительными, его признали не только зрители, но и люди, участвующие в создании аниме, а количество предложений работы увеличилось.

## Биография
Стремясь стать волейболистом, Хината мечтает быть похожим на «маленького великана», невысокого, но очень талантливого игрока из старшей школы Карасуно. Хотя Сёё начал играть в волейбол ещё в средней школе, в той команде было немного членов, и она считалась не более чем фан-клубом, поэтому герой не мог нормально тренироваться. Первым и последним официальным матчем той школы была игра против элитной Китагавы Дайити, за которую играл Кагеяма Тобио — будущий союзник Хинаты старшей школе. Позже Хината поступает в Карасуно. Там он обнаруживает, что Кагеяма поступает туда же, они ссорятся и отказываются вступать в волейбольный клуб. Затем, с помощью старших членов клуба, им удаётся помириться, и к команде присоединяются четыре человека, включая Ямагути и Цукисиму. После окончания старшей школы Сёё решил один поехать в Бразилию, чтобы играть в пляжный волейбол. После трёхлетнего пребывания там он возвращается в Японию и участвует в матчах в качестве игрока команды MSBY Black Jackal в высшем дивизионе V-лиги.

## В других произведениях

### Видеоигры
У видеоигры Puyopuyo!! Quest были две коллаборации с Haikyu!!, Хината появлялся в обеих. В первой герой обладает собственной картой. Кроме того, во второй коллаборации сценарий основан на Haikyu!! To the Top (4 сезон аниме).

### Театр
В театральной версии Haikyu!! роль Хинаты исполнял Кента Суга с 2015 по 2018 год, и Котаро Дайго с ноября 2019 года. Дайго называет оригинального Хинату своим соперником, «потому что он человек, которого [Дайго] уважает и хочет превзойти его положительную личность, его непоколебимую позицию и способность быть жёстким».

## Критика
Рёко Фукуда из Real Sound заявил, что «позитивное отношение и физическая сила Хинаты не у всех есть. Это то, что есть у сёнэн-героя», и добавил, что «желание становиться сильнее благодаря тому, что ему нравится, побуждает читателя поддержать его». В опросе популярности от Anime! Anime! Хината был признан самым популярным персонажем Haikyu!!.
Японский волейболист Юдзи Нисида рассказал в интервью спортивному журналу Sportiva, что иностранные игроки называли его «Хинатой» из-за маленького телосложения и отличной прыгучести. Однако сам Нисида заявляет, что его способности это комбинация всех персонажей.
В 2021 году на 5-й церемонии вручения наград Crunchyroll Anime Awards Сёё был номинирован на премию «Лучший протагонист» и получил награду в категории «Лучший мужской персонаж».